# Czarnocin (województwo świętokrzyskie)
Czarnocin – wieś w Polsce położona w województwie świętokrzyskim, w powiecie kazimierskim, w gminie Czarnocin.
| SIMC    | Nazwa     | Rodzaj    |
| ------- | --------- | --------- |
| 0235803 | Gościniec | część     |
| 0235810 | Kolonia   | część wsi |
| 0235826 | Zagrody   | część wsi |

Miejscowość znajduje się na odnowionej trasie Małopolskiej Drogi św. Jakuba z Sandomierza do Tyńca, która to jest odzwierciedleniem dawnej średniowiecznej drogi do Santiago de Compostela.
W Czarnocinie działają: Ochotnicza Straż Pożarna, przedszkole, szkoła podstawowa, młyn, Gminna Biblioteka Publiczna, stacja paliw i nawozów oraz kilka sklepów.

## Historia
Nazwa wsi pochodzi od imienia Czarnota (nazwa dzierżawcza utworzona sufiksem męskim -in). Najstarsza wzmianka źródłowa o Czarnocinie pochodzi z lat 1325–1327, kiedy to została wymieniona jako de Czarnocin i już wówczas była siedzibą parafii. W pierwszej połowie XV w. właścicielem wsi był Jan Długosz z Niedzielska ojciec Jana Długosza. W XVI w. wieś była terenem działalności braci polskich.
W latach 1470–1480 wymieniany jako Czarnoczyn. Od 1856 Czarnocin jest siedzibą władz gminnych.
Pierwsza wzmianka o parafii pochodzi z 1326. W 1340 ludność parafii wynosiła 540 osób, a w połowie XVIII wieku – 780. W okresie I wojny światowej w parafii mieszkało 1520 ludzi, a w 1999 – 1162. W 1827 wieś liczyła 37 domów i 250 mieszkańców, w 1997 – 124 domy i 435 mieszkańców, a obecnie mieszka 410 osób (2008).
W latach 1954–1972 wieś należała i była siedzibą władz gromady Czarnocin. W latach 1975–1998 miejscowość administracyjnie należała do województwa kieleckiego.

## Zabytki

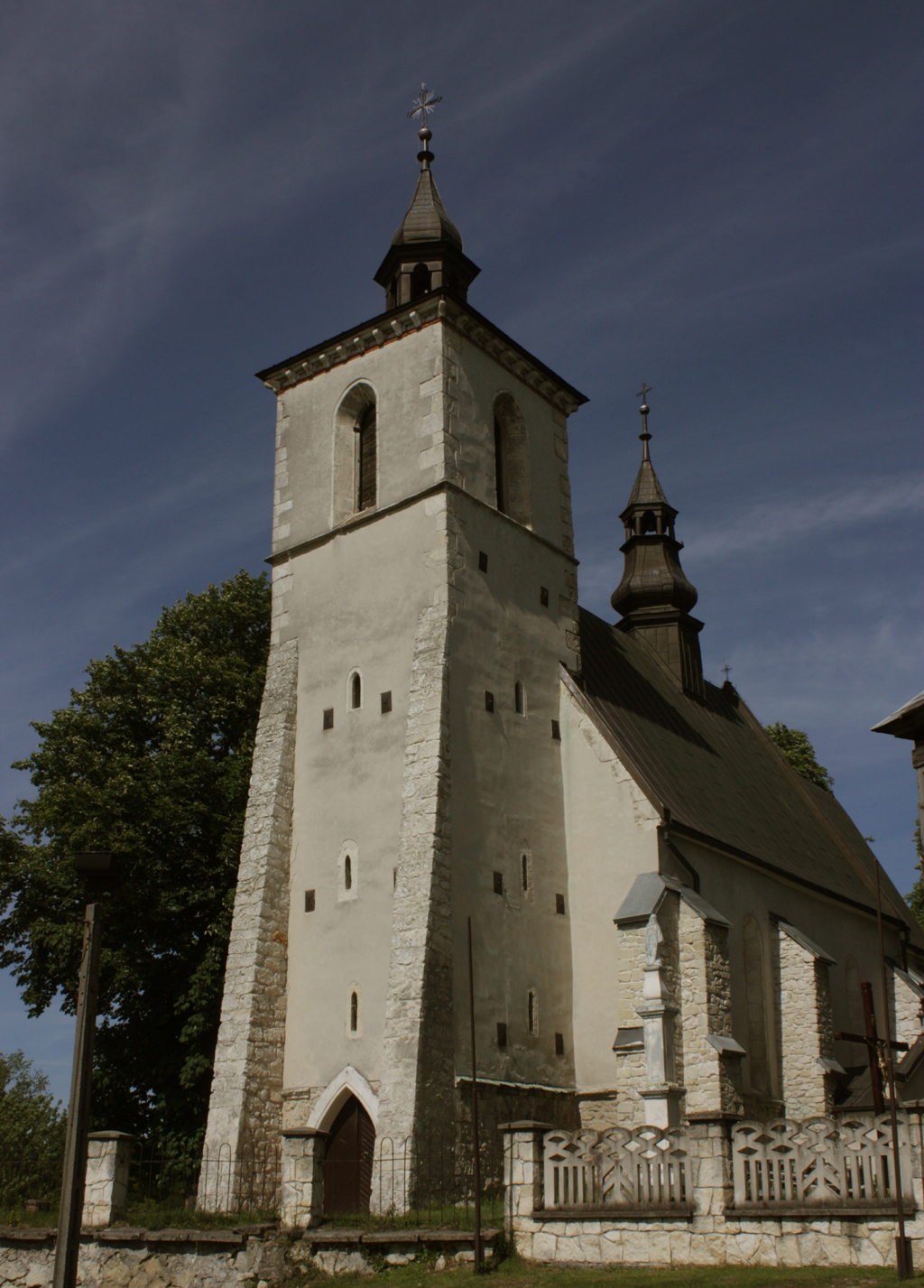
Kościół w Czarnocinie

- Gotycki kościół pw. Wniebowzięcia Najświętszej Marii Panny oraz cmentarz kościelny wpisane do rejestru zabytków nieruchomych (nr rej.: A.177/1-2 z 20.01.1933, z 11.11.1947 i z 11.02.1967)[8]. W 1557 zamieniony najpierw na zbór kalwiński, a potem na zbór ariański.
- Park z I połowy XIX w. (nr rej.: A.178 z 30.09.1959)[8].
- Dwór. Przekazywana w Czarnocinie legenda mówi o trzech siostrach: jedna miała wybudować pałac, druga wyniosły kopiec, a trzecia kościół. Pałacu we wsi już nie ma. Drewniany dwór, który Moszkowscy w 1937 sprzedali Janowi Slaskiemu dla jego syna Juliusza Slaskiego, został rozebrany ponad 25 lat temu. Zachowało się tylko część drzew z dworskiego parku, w cieniu których stoi obecnie budynek urzędu gminy.
- Kopiec. Ma kształt ściętego stożka i kilkanaście metrów wysokości. Na szczycie, na który prowadzą prowizoryczne schodki, stoi barokowa rzeźba św. Jana Nepomucena z 1761. Wokół niej i na zboczach rośnie bujna trawa oraz akacje. To prawdopodobnie kurhan prasłowiański. Przez mieszkańców był jednak nazywany Górką Luterską, a w opracowaniach historycznych można przeczytać o „domniemanym grobowcu ariańskim”. Józef Szymański w pracy Szlakiem Braci Polskich wspomina o znalezieniu w Czarnocinie butelek z umieszczonymi w nich życiorysami zmarłych arian[9].

## Sport
W Czarnocinie działa klub Ludowy Zespół Sportowy Czarnocin. Klub istniał już w latach 70. XX wieku i posiadał sekcje piłki nożnej i tenisa stołowego. Obecnie jest jednosekcyjny. Początkowo brał udział tylko w rozgrywkach lokalnych, a w sezonie 2014/2015 klub został zgłoszony do rozgrywek świętokrzyskiej klasy B.